# Bundāla
Bundāla är en ort i Indien.   Den ligger i distriktet Amritsar och delstaten Punjab, i den norra delen av landet, 400 km nordväst om huvudstaden New Delhi. Bundāla ligger 237 meter över havet och antalet invånare är 11 347.
Terrängen runt Bundāla är mycket platt. Runt Bundāla är det tätbefolkat, med 411 invånare per kvadratkilometer. Närmaste större samhälle är Amritsar, 14,0 km nordväst om Bundāla. Trakten runt Bundāla består till största delen av jordbruksmark.